# Saint-Pierre-de-Vassols
Saint-Pierre-de-Vassols è un comune francese di 505 abitanti situato nel dipartimento di Vaucluse della regione della Provenza-Alpi-Costa Azzurra.
Dista circa 9 km da Carpentras. Altri luoghi interessanti nei dintorni sono Bédoin, Caromb, Mazan, Mormoiron. A circa 25 km si trova la cima del Mont Ventoux, montagna famosissima che domina il paesaggio circostante, nota anche per essere frequente tappa del Tour de France.
Il centro del paese è Piazza Constant Gustave sindaco per circa 20 anni negli anni settanta. Adiacente alla piazza si trova la chiesa, affrescata da un pittore locale, Bartaban. Dalla piazza si ha una buona vista sulle Dentelles de Montmirail, gruppo roccioso assai frastagliato che ricorda i merletti, da cui il nome, e sulle innumerevoli vigne, maggiore risorsa economica del luogo. Nell'area si produce un vino AOC, il Côtes du Ventoux.
Nel mese di luglio si celebra una festa tradizionale in costume, accompagnata da varie manifestazioni.

## Società

### Evoluzione demografica
Abitanti censiti